# Castle Falkenstein
Castle Falkenstein – gra fabularna stworzona przez Mike’a Pondsmitha i opublikowana przez R. Talsorian Games. Osadzona w steampunkowym świecie gra oparta jest na mechanice rozwiązywania konfliktów przy użyciu kart, a nie – jak dzieje się to przeważnie w przypadku gier fabularnych – kości. Wersja gry oparta na mechanice GURPS wydana została przez Steve Jackson Games. Castle Falkenstein nagrodzone zostało dwukrotnie:
- 1994 – Origins Awards: najlepsza mechanika (Best Roleplaying Rules)
- 1995 – Nigel D. Findley Memorial Award: najlepszy produkt (Best Role-Playing Product)